# Dämmschichttrocknung
Die Dämmschichttrocknung oder auch Flachdach-Dämmschichttrocknung ist eine Sanierungstechnik, mit der aufgrund von Schäden an der Dachhaut durchfeuchtete Dämmschichten auf Flachdächern getrocknet werden können. Dadurch ist eine Sanierung schadhafter Dachflächen ohne den teuren Ausbau und Wiedereinbau der Wärmedämmung möglich.
Bei der Dämmschichttrocknung wird an einer Seite des Daches trockene Luft unter die Dachhaut geleitet und an einer zweiten Stelle wieder abgeführt, nachdem sie die im Dachaufbau befindliche Feuchtigkeit aufgenommen hat. Somit kann schrittweise nahezu die gesamte Feuchte aus der Dämmschicht transportiert entfernt werden. 
Bei Flachdächern ist es nicht so ohne weiteres möglich, von außen eindringende Feuchtigkeit durch eine Hinterlüftung wieder abzutrocknen. Sie werden daher im Gegensatz zu den meisten Schrägdächern völlig wasserdicht hergestellt. Ebenso kann auch entstehendes Tauwasser nur schwierig durch eine Hinterlüftung entfernt werden. Falls eine innenseitige Dampfsperre nicht vollkommen dicht verlegt oder später undicht wird, können sich so auf Dauer größere Mengen Wasser im Dämmstoff ansammeln.

## Arbeitsschritte

### Dämmschicht-Feuchtemesseung
Vor einer Flachdach-Dämmschichttrocknung muss eine Feuchtemessung der Dämmschicht vorgenommen werden. Deren Ergebnis bildet die Grundlage der Flachdach-Dämmschichttrocknung.

### Flachdach-Evakuierung
Bei der Flachdach-Evakuierung wird das in der Dämmschicht befindliche Wasser mit speziellen Pumpen von der Dachfläche entfernt. So ist es möglich, dass im weiteren Schritt eine Dämmschichttrocknung durchgeführt werden kann. Eine Flachdach-Evakuierung stellt die Grundlage einer professionellen Dämmschichttrocknung dar.

### Flachdach-Dämmschichttrocknung
Bei der Flachdach-Dämmschichttrocknung ist gewährleistet, dass Feuchtigkeitsschäden in der Dämmschicht von Flachdächern mit geringem Kostenaufwand beseitigt werden können. Die Austrocknungszeit kann um 50 bis 70 Prozent verkürzt werden. Die Dämmeigenschaft der im Flachdach befindlichen Isolierschicht wird damit wieder hergestellt. Folgeschäden durch Feuchtigkeit und kostenintensive Sanierungen oder Dämmschichtaustausch können weitestgehend vermieden werden – Voraussetzung dafür ist natürlich, dass die Ursache für die Feuchtigkeit bereits behoben wurde. Dies kann durch eine Leckageortung überprüft werden.